# Bảo tàng Luật sư Ba Lan tại Hội đồng Luật sư Tối cao
Bảo tàng Luật sư Ba Lan tại Hội đồng Luật sư Tối cao (tiếng Ba Lan: Muzeum Adwokatury Polskiej przy Naczelnej Radzie Adwokackiej) là một bảo tàng tọa lạc tại số 16 phố Świętojerska, Warsaw, Ba Lan. Hoạt động của bảo tàng tập trung vào thu thập các bộ sưu tập về lịch sử của nghề luật sư ở Ba Lan từ cuối thế kỷ 18.

## Lịch sử
Bảo tàng được thành lập vào ngày 20 tháng 11 năm 1975, theo khởi xướng của luật sư Witold Bayer. Trong những năm đầu hoạt động, trụ sở của bảo tàng là tòa nhà ở số 7 phố Lekarska.

## Triển lãm
Đây là một trong những bảo tàng nhỏ nhất ở Warsaw. Các bộ sưu tập của bảo tàng được trưng bày trong hai phòng tại trụ sở của Hội đồng Luật sư Tối cao, bao gồm: chứng chỉ đã vượt qua kỳ thi luật sư và hành nghề luật sư, ảnh chụp, đồ họa, kỷ vật của các luật sư nổi tiếng, áo choàng của luật sư, bản in cũ, các tư liệu, tài liệu về các vụ xét xử nổi tiếng, về việc đào tạo nghề luật sư trong các trại tù binh của Đức trong chiến tranh thế giới thứ hai, về số phận của các luật sư Ba Lan bị Bộ Dân ủy Nội vụ Liên Xô sát hại vào năm 1940, và một số thứ khác.
Phần lớn các hiện vật mà bảo tàng thu thập được có nguồn gốc từ sự quyên góp của các luật sư và gia đình họ. Du khách có thể đến tham quan bảo tàng khi có sự sắp xếp trước qua điện thoại.